# 研究室
研究室（けんきゅうしつ、laboratory）とは、大学（短期大学を含む）、高等専門学校、研究所、企業の研究開発部門の研究の単位であり、また教員、研究者の執務室、部屋、プライベート空間のこと。
自然科学系の研究機関であれば、それが同時に実験室、学生のための実習室を兼ねていることも多い。

## 大学等の研究室
大学等の研究室は、基本的に以下に大別される。

### 学問研究などを目的とするもの
学問単位ごとに講座制を敷いている大学、高等専門学校、研究所では、研究室とは研究者の私室であり、同時にそこに集う教授、准教授、講師から助手、大学院生までを含めた研究チームを指していうこともある。
「○○（教員の名前）研究室」のように、リーダーである教員の名前を採って呼ばれることもあれば、「△△学研究室」のように学問分野の名前で呼ぶこともある。
医学部の組織では、研究単位をいう際には研究室と並んで、○○教室という言い方もある。

### 難関国家資格取得を目的とするもの
日本大学や中央学院大学などのように、税理士や公認会計士などの難関国家資格を目指す学生を指導・支援する目的で研究室を設置する大学もある。なお大学によっては「○○会」と称する所もあり、専修大学の「計修会」や千葉商科大学の「瑞穂会」などがある。